# 哈尔滨国际会议展览体育中心

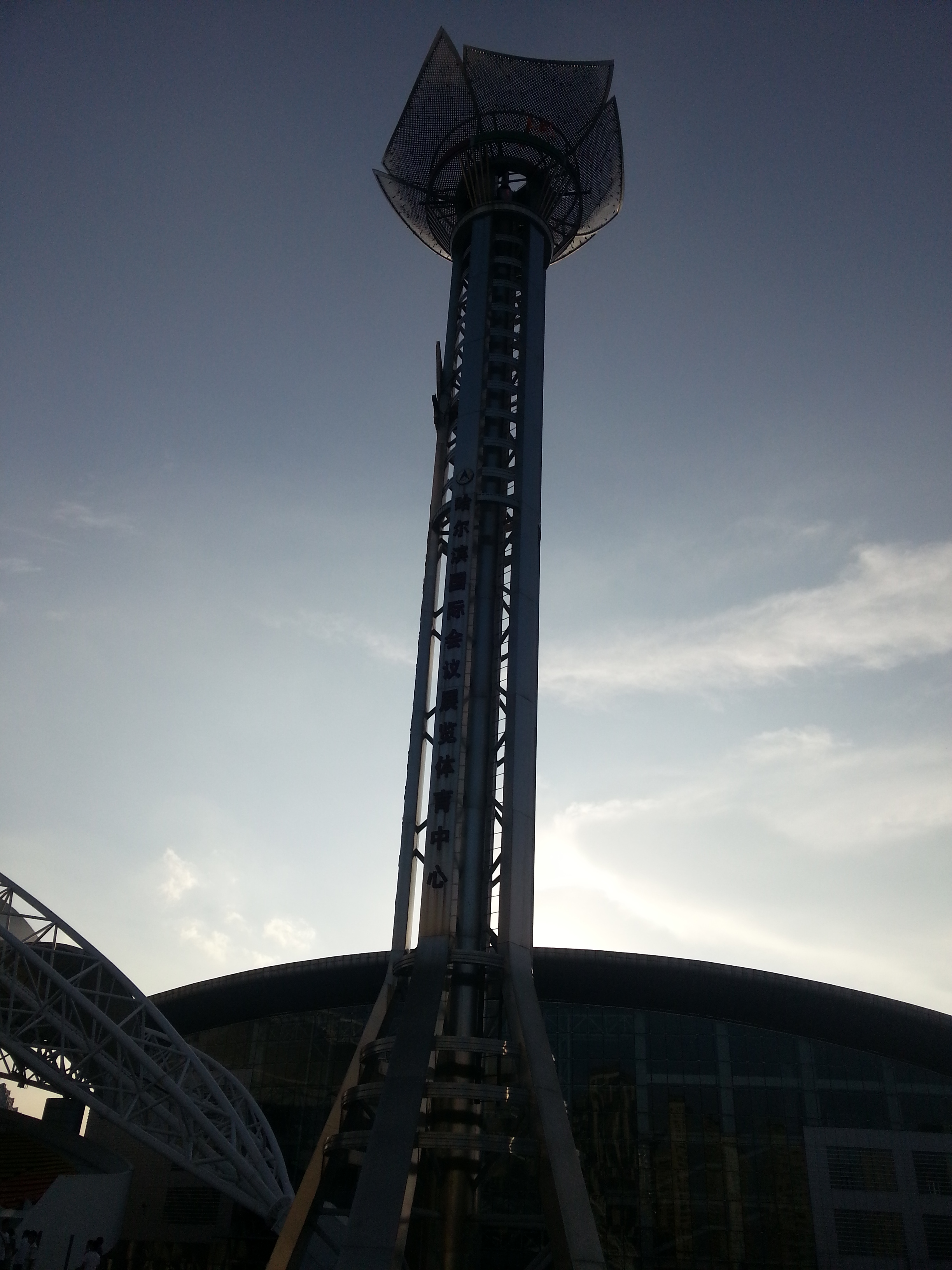
哈尔滨国际会议展览体育中心

哈尔滨国际会议展览体育中心，是位于哈尔滨市南岗区的一处综合功能建筑群，包括體育場、體育館、展覽館、酒店、商場和超市等。整片区域位于黄河路、长江路、南直路和红旗大街的包围之中。

## 体育场
哈尔滨国际会展中心体育场是哈尔滨市最大的综合性体育场，可容纳48000人，主要进行足球比赛、举办演唱会等活动，哈尔滨毅腾、黑龙江火山鸣泉等俱乐部均曾或正将此体育场作为主场。

## 体育馆
哈尔滨国际会展体育中心体育馆曾举办过2009年冬季世界大學生運動會的開幕式和闭幕式以及2025年亚洲冬季运动会开幕式，可容纳10603人，也曾举办过2007年花样滑冰大奖赛中国站的比赛。

## 展览厅
哈尔滨国际会议展览体育中心展厅分为A、B、C、D共4个大厅，且常年承办各种展会活动。

### 举办展览
- 哈尔滨车展
- 哈尔滨文博会
- 中国-俄罗斯博览会
- 哈尔滨青少年ACG展会
- 中国冰雪ACG展会

## 其它

### 酒店
哈尔滨华旗饭店位于此区域。

### 商业
哈尔滨红博购物中心、红博会展购物公园(地下)、艺汇家商场等均位于此区域。